# Ga-Dangme jezici
Ga-Dangme jezici, malena skupina jezika koji se govore u Gani od nekih 1.400,000 ljudi (2004 SIL). Pripada široj skupini nyo, a obuhvaća svega dva jezika, to su: dangme (800,000) i ga (600,000)

## Klasifikacija
Nigersko-kongoanski jezici (Niger-Congo), 
Atlantsko-kongoanski jezici (Atlantic-Congo), 
Voltaško-kongoanski jezici (Volta-Congo), 
Kwa jezici (Kwa), 
Nyo jezici (Nyo), 
Ga-Dangme (2): dangme, ga.

## Vanjske poveznice
- Ethnologue (14th)
- Ethnologue (15th)